# Abderrazak Khairi
Abderrazak Khairi (Rabat, 20 de novembro de 1962) é um treinador e ex-futebolista marroquino que atuava como meio-campista. Atualmente está sem clube.

## Carreira
Como jogador, foi um dos convocados pela Seleção Marroquina para a Copa do Mundo FIFA de 1986, sendo essa a segunda participação dos marroquinos no torneio. Khairi marcou dois gols na vitória do Marrocos por 3 a 1 contra Portugal, ajudando sua Seleção a se classificar pela primeira vez para as oitavas de final.

## Títulos
FAR Rabat
- Botola Pro 1: 1983–84, 1986–87 e 1988–89
- Copa do Trono: 1984, 1985 e 1986
- Liga dos Campeões da CAF: 1985

### Artilharias
- Liga dos Campeões da CAF: 1985 (4 gols)